# Codes postaux en Corée
Le système de code postal en Corée a changé d'un système de code postal de 6 chiffres à un système de code postal à 5 chiffres, le 1er août 2015.
Les codes postaux dans la République de Corée ont 6 chiffres. Les trois premiers (발송용 [집배국별] 번호) sont séparés des trois derniers par un trait d’union.
Le 1er chiffre correspond à une grande région postale (ou ancienne province). Les 2e et 3e chiffres correspondent au district ou à l’arrondissement d’une municipalité de plus de 150 000 habitants. Les trois derniers (배달용 [집배원별] 번호) facilitent l’acheminement du courrier vers le destinataire car ils permettent d’identifier son adresse au sein de la municipalité une cité ou du district.

## 1CC-CCC:Séoul(서울특별시)
- 100-CCC : Arrondissement du Centre ou Jung-gu (중구 ; 中區), le centre historique de Séoul
- 110-CCC : Arrondissement de Jongno ou Jongno-gu (종로구 ; 鍾路區)
- 120-CCC : Arrondissement de Seodaemun ou Seodaemun-gu (서대문구 ; 西大門區)
- 121-CCC : Arrondissement de Mapo ou Mapo-gu (마포구 ; 麻浦區)
- 122-CCC : Arrondissement d'Eunpyeong ou Eunpyeong-gu (은평구 ; 恩平區)
- 130-CCC : Arrondissement de Dongdaemun ou Dongdaemun-gu (동대문구 ; 東大門區)
- 131-CCC : Arrondissement de Jungnang ou Jungnang-gu (중랑구 ; 中浪區)
- 132-CCC : Arrondissement de Dobong ou Dobong-gu (도봉구 ; 道峰區)
- 133-CCC : Arrondissement de Seongdong ou Seongdong-gu (성동구 ; 城東區)
- 134-CCC : Arrondissement de Gangdong ou Gangdong-gu (강동구 ; 江東區)
- 135-CCC : Arrondissement de Gangnam ou Gangnam-gu (강남구 ; 江南區)
- 136-CCC : Arrondissement de Seongbuk ou Seongbuk-gu (성북구 ; 城北區)
- 137-CCC : Arrondissement de Seocho ou Seocho-gu (서초구 ; 瑞草區)
- 138-CCC : Arrondissement de Songpa ou Songpa-gu (송파구 ; 松坡區)
- 139-CCC : Arrondissement de Nowon ou Nowon-gu (노원구 ; 蘆原區)
- 140-CCC : Arrondissement d'Yongsan ou Yongsan-gu (용산구 ; 龍山區)
- 142-CCC : Arrondissement de Gangbuk ou Gangbuk-gu (강북구 ; 江北區)
- 143-CCC : Arrondissement de Gwangjin ou Gwangjin-gu (광진구 ; 廣津區)
- 150-CCC : Arrondissement d'Yeongdeungpo ou Yeongdeungpo-gu (영등포구 ; 永登浦區)
- 151-CCC : Arrondissement de Gwanak ou Gwanak-gu (관악구 ; 冠岳區)
- 152-CCC : Arrondissement de Guro ou Guro-gu (구로구 ; 九老區)
- 153-CCC : Arrondissement de Geumcheon ou Geumcheon-gu (금천구 ; 衿川區)
- 156-CCC : Arrondissement de Dongjak ou Dongjak-gu (동작구 ; 銅雀區)
- 157-CCC : Arrondissement de Gangseo ou Gangseo-gu (강서구 ; 江西區)
- 158-CCC : Arrondissement d'Yangcheon ou Yangcheon-gu (양천구 ; 陽川區)

## 2CC-CCC: région deGwandong(관동지방; 關東地方)
- 200-CCC : Chuncheon (춘천시 ; 春川市)
- 209-CCC : district de Hwacheon(화천군 ; 華川郡) et les boîtes postaux des hameaux de Mahyeon (마현리 ; 馬峴里) et Yukdan (육단리 ; 六丹里) appartenant au village de Geunnam (근남면 ; 近南面) du district de Cheorwon.
- 210-CCC : Gangneung (강릉시 ; 江陵市)
- 215-CCC : district de Yangyang (양양군 ; 襄陽郡)
- 217-CCC : Sokcho (속초시 ; 束草市)
- 219-CCC : district de Goseong (고성군 ; 高城郡)
- 220-CCC La ville de Wonju (원주시 ; 原州市)
- 225-CCC : district de Hoengseong (횡성군 ; 橫城郡)
- 230-CCC : district de Yeongwol (영월군 ; 寧越郡)
- 232-CCC : district de Pyeongchang (평창군 ; 平昌郡)
- 233-CCC : district de Jeongseon (정선군 ; 旌善郡) et le hameau de Hwawon (화원리 ; 禾院里) appartenant au village de Joongdong (중동면 ; 中東面) du district de Yeongwol.
- 235-CCC : Taebaek (태백시 ; 太白市)
- 240-CCC : Donghae (동해시 ; 東海市)
- 245-CCC : Samcheok (삼척시 ; 三陟市)
- 250-CCC : district de Hongcheon (홍천군 ; 洪川郡) et les boîtes postaux des hameaux de Sinpung (신풍리 ; 新豊里) et d'Eoron (어론리 ; 於論里) appartenant au village du Sud (남면 ; 南面) du district d'Inje.
- 252-CCC : district de Inje (인제군 ; 麟蹄郡)
- 255-CCC : district de Yanggu (양구군 ; 楊口郡)
- 269-CCC : district de Cheorwon (철원군 ; 鐵原郡)

## 3CC-CCC: région duHoseo(호서지방; 湖西地方)

### 30C-CCC: agglomération deDaejeon(대전광역시; 大田廣域市)
- 300-CCC : Arrondissement/Canton de Daejeon-Est ou Dong-gu (동구 ; 東區)
- 301-CCC : Arrondissement/Canton de Daejeon-Centre ou Jung-gu (중구 ; 中區)
- 302-CCC : Arrondissement/Canton de Daejeon-Ouest ou Seo-gu (서구 ; 西區)
- 305-CCC : Arrondissement/Canton d'Yuseong ou Yuseong-gu (유성구 ; 儒城區)
- 306-CCC : Arrondissement/Canton de Daedeok ou Daedeok-gu (대덕구 ; 大德區)

### De 31C-CCC à 35C-CCC: province duChungcheong du Sud(충청남도; 忠清南道)
- 312-CCC : district de Geumsan (금산군 ; 錦山郡)
- 314-CCC : Gongju (공주시 ; 公州市)
- 320-CCC : Nonsan (논산시, 論山市)
- 321-CCC : Gyeryong (계룡시, 鷄龍市)
- 323-CCC : district de Buyeo (부여군 ; 扶餘郡)
- 325-CCC : district de Seocheon (서천군 ; 舒川郡)
- 330-CCC : Arrondissement/Canton de Cheonan Sud-Ouest ou Dongnam-gu (동남구 ; 東南區)
- 331-CCC : Arrondissement/Canton de Cheonan Nord-Est ou Seobuk-gu (서북구 ; 西北區)
- 336-CCC : Asan (아산시 ; 牙山市)
- 339-CCC : district de Yeongi (연기군 ; 燕岐郡)
- 340-CCC : district de Yesan (예산군 ; 禮山郡)
- 343-CCC : district de Dangjin (당진군 ; 唐津郡)
- 345-CCC : district de Cheongyang (청양군 ; 青陽郡)
- 350-CCC : district de Hongseong (홍성군 ; 洪城郡)
- 355-CCC : Boryeong (보령시 ; 保寧市)
- 356-CCC : Seosan (서산시 ; 瑞山市)
- 357-CCC : district de Taean (태안군 ; 泰安郡)

### De 36C-CCC à 39C-CCC: province duChungcheong du Nord(충청북도; 忠清北道)
- 360-CCC : Arrondissement/Canton de Sangdang (상당구 ; 上黨區) de la ville de Cheongju (청주시 ; 清州市)
- 361-CCC : Arrondissement/Canton de Heungdeok (흥덕구 ; 興德區) de la ville de Cheongju
- 363-CCC : district de Cheongwon (청원군 ; 淸原郡)
- 365-CCC : district de Jincheon (진천군 ; 鎭川郡)
- 367-CCC : district de Goesan (괴산군 ; 槐山郡)
- 368-CCC : district de Jeungpyeong (증평군 ; 曾坪郡)
- 369-CCC : district de Eumseong (음성군 ; 陰城郡)
- 370-CCC : district de Yeongdong (영동군 ; 永同郡)
- 373-CCC : district de Okcheon (옥천군 ; 沃川郡)
- 376-CCC : district de Boeun (보은군 ; 報恩郡)
- 380-CCC : Chungju (충주시 ; 忠州市)
- 390-CCC : Jecheon (제천시 ; 堤川市)
- 395-CCC : district de Danyang (단양군 ; 丹陽郡)

## 4CC-CCC: région duGijeon(기전지방; 畿甸地方)
- 400-CCC : Arrondissement/Canton d'Incheon-Centre ou Jung-gu (중구 ; 中區)
- 401-CCC : Arrondissement/Canton d'Incheon-Est ou Dong-gu (동구 ; 東區)
- 402-CCC : Arrondissement/Canton d'Incheon-Sud ou Nam-gu (남구 ; 南區)
- 403-CCC : Arrondissement/Canton de Bupyeong (부평구 ; 富平區) de l'agglomération d'Incheon (인천시 ; 仁川市)
- 404-CCC : Arrondissement/Canton d'Incheon-Ouest ou Seo-gu (서구 ; 西區)
- 405-CCC : Arrondissement/Canton de Namdong (남동구 ; 南洞區) de l'agglomération d'Incheon
- 406-CCC : Arrondissement/Canton d'Yeonsu (연수구 ; 延壽區) de l'agglomération d'Incheon
- 407-CCC : Arrondissement/Canton de Gyeyang (계양구 ; 桂陽區) de l'agglomération d'Incheon
- 409-CCC : district d'Ongjin (옹진군 ; 甕津郡) de l'agglomération d'Incheon
- 410-CCC : Arrondissement/Canton d'Ilsan oriental (일산동구 ; 一山東區) de la ville de Goyang (고양시 ; 高陽市), les boîtes postaux des hameaux de Majang (마장리 ; 馬場里), de Bunsu (분수리 ; 汾水里) appartenant au village de Gwangtan(광탄면 ;廣灘面), de Mokdong (목동리 ; 木洞里) du bourg de Gyoha (교하읍 ; 交河邑), d'Yeongtae (영태리 ; 英太里) du village de Wollong (월롱면 ; 月籠面), de Galhyeon (갈현리 ; 葛峴里) du village de Tanhyeon (탄현면 ; 炭縣面), de Geumseung (금승리 ; 金蠅里) ainsi que les quartiers de Geomsan (검산동 ; 檢山洞) et d'Adong (아동동 ; 衙洞洞) de la ville de Paju.
- 411-CCC : Arrondissement/Canton d'Ilsan occidental (일산서구 ; 一山西區) de la ville de Goyang
- 412-CCC : Arrondissement/Canton de Deogyang (덕양구 ; 德陽區) de la ville de Goyang ainsi que les boîtes postaux des hameaux d'Yeongjang (영장리 ; 靈場里) et d'Yeongtae (영태리 ; 英太里) appartenant respectivement aux villages de Gwangtan (광탄면 ;廣灘面) et de Wollong de la ville de Paju et les boîtes postaux des hameaux de Gyohyeon (교현리 ; 橋峴里) et de Bugok (부곡리 ; 釜谷里) du village de Jangheung (장흥면 ; 長興面) de la commune de Yangju.
- 413-CCC : Paju (파주시 ; 坡州市)
- 415-CCC : Gimpo (김포시 ; 金浦市)
- 417-CCC : district de Ganghwa (강화군 ; 江華郡) de l'agglomération d'Incheon
- 420-CCC : Arrondissement/Canton de Wonmi (원미구 ; 遠美區) de la commune de Bucheon (부천시 ; 富川市)
- 421-CCC : Arrondissement/Canton d'Ojeong (오정구 ; 梧亭區) de la commune de Bucheon
- 422-CCC : Arrondissement/Canton de Sosa (소사구 ; 素砂區) de la commune de Bucheon
- 423-CCC : Gwangmyeong (광명시 ; 光明市)
- 425-CCC : Arrondissement/Canton de Danwon (단원구 ; 檀園區) de la commune d'Ansan (안산시 ; 安山市)
- 426-CCC : Arrondissement/Canton de Sangnok (상록구 ; 常綠區) de la commune d'Ansan
- 427-CCC : Gwacheon (과천시 ; 果川市)
- 429-CCC : Siheung (시흥시 ; 始興市)
- 430-CCC : Arrondissement/Canton de Manan (만안구 ; 萬安區) de la commune d'Anyang (안양시 ; 安養市)
- 431-CCC : Arrondissement/Canton de Dongan (동안구 ; 東安區) de la commune d'Anyang
- 435-CCC : Gunpo (군포시 ; 軍浦市)
- 437-CCC : Uiwang (의왕시 ; 義王市)
- 440-CCC : Arrondissement/Canton de Jangan (장안구 ; 長安區) de la commune de Suwon (수원시 ; 水原市)
- 441-CCC : Arrondissement/Canton de Gwonseon (권선구 ; 勸善區) de la commune de Suwon
- 442-CCC : Arrondissement/Canton de Paldal (팔달구 ; 八達區) de la commune de Suwon
- 443-CCC : Arrondissement/Canton d'Yeongtong (영통구 ; 靈通區) de la commune de Suwon
- 445-CCC : Hwaseong (화성시 ; 華城市)
- 446-CCC : Arrondissement/Canton de Giheung (기흥구 ; 器興區) de la commune de Yongin (용인시 ; 龍仁市)
- 447-CCC : Osan (오산시 ; 烏山市)
- 448-CCC : Arrondissement/Canton de Suji (수지구 ; 水枝區) de la commune de Yongin
- 449-CCC : Arrondissement/Canton de Cheoin (처인구 ; 處仁區) de la commune de Yongin
- 450-CCC : Les quartiers méridionaux de la commune de Pyeongtaek (평택시의남부권역 ; 平澤市의南部圈域) comme Segyo (세교동 ; 細橋洞) ou encore Tongbok (통복동 ; 通伏洞) excepté le bourg de Paengseong (팽성읍 ; 彭城邑).
- 451-CCC : Tous les bourgs et les villages situés à l'ouest de la commune de Pyeongtaek (평택시의서부권역 ; 平澤市의西部圈域) ainsi que la cité de Paengseong et les villages de Seotan, de Jinwi (진위면; 振威面) de l'ancienne ville de Songtan et le village de Godeok (고덕면 ; 古德面).
- 456-CCC : Anseong (안성시 ; 安城市)
- 459-CCC : Les quartiers septentrionaux de la commune de Pyeongtaek (평택시의북부권역 ; 平澤市의北部圈域) correspondant à l'ancienne ville de Songtan (송탄시 ; 松炭市) excepté le village de Godeok.
- 461-CCC : Arrondissement/Canton de Sujeong (수정구 ; 壽井區) de la ville de Seongnam (성남시 ; 城南市)
- 462-CCC : Arrondissement/Canton de Jungwon (중원구 ; 中原區) de la ville de Seongnam.
- 463-CCC : Arrondissement/Canton de Bundang (분당구 ; 盆唐區) de la ville de Seongnam.
- 464-CCC : Gwangju (Gyeonggi) (광주시 ; 廣州市) (à ne pas confondre avec la ville de Gwangju dans la région du Honam).
- 465-CCC : Hanam (하남시 ; 河南市)
- 467-CCC : Icheon (이천시 ; 利川市)
- 469-CCC : district de Yeoju (여주군 ; 驪州郡)
- 471-CCC : Guri (구리시 ; 九里市)
- 472-CCC : Namyangju (남양주시 ; 南陽州市)
- 476-CCC : district de Yangpyeong (양평군 ; 楊平郡) et les boîtes postaux des hameaux de Jangpung (장풍리 ; 長豊里) et d'Yunchon (윤촌리 ; 潤村里) du village de Daesin (대신면 ; 大神面) du district d'Yeoju ainsi que la boîte postale du hameau de Songchon (송촌리 ; 松村里) du village de Joan (조안면 ; 鳥安面) de la ville de Namyangju
- 477-CCC : district de Gapyeong (가평군 ; 加平郡)
- 480-CCC : Uijeongbu (의정부시 ; 議政府市), la boîte postale du hameau de Choseong (초성리 ; 哨城里) appartenant au village de Cheongsan (청산면 ; 靑山面) du district d'Yeoncheon, les boîtes postaux des hameaux de Toegyewon (퇴계원리 ; 退溪院里) et Cheonghak (청학리 ; 靑鶴里) appartenant respectivement aux villages de Toegyewon (퇴계원면 ; 退溪院面) et de Byeollae (별내면 ; 別內面) de la ville de Namyangju, les boîtes postaux des hameaux d'Yangmun (양문리 ; 梁文里) et Yami (야미리 ; 夜味里) appartenant respectivement aux villages de Yeongjung (영중면 ; 永中面) et de Yeongbuk (영북면 ; 永北面) de la commune de Pocheon, les boîtes postaux des hameaux de Seonam (선암리 ; 仙岩里), de Doha (도하리 ; 道下里) du village d'Eunhyeon (은현면 ; 隱縣面) ainsi que les quartiers de Deokgye (덕계동 ; 德溪洞), de Deokjeong (덕정동 ; 德亭洞) et de Sanbuk (산북동 ; 山北洞) de la commune d'Yangju.
- 482-CCC La ville d'Yangju (양주시 ; 楊州市), les boîtes postaux du hameau d'Ungdam (웅담리 ; 熊潭里) du bourg de Beobwon (법원읍 ; 法院邑), des hameaux de Gaekyeon (객현리 ; 客峴里), de Gueup (구읍리 ; 舊邑里), de Maji (마지리 ; 馬智里), de Mugeon (무건리 ; 武建里), de Seolma (설마리 ; 雪馬里), de Sikyeon (식현리 ; 食峴里). d'Eoyuji (어유지리 ; 魚遊池里), de Jeogam (적암리 ; 赤岩里) du village de Jeokseong (적성면 ; 積城面), de Neullo (늘노리 ; 訥老里) et de Deokcheon (덕천리 ; 德泉里) du village de Papyeong (파평면 ; 坡平面) de la ville de Paju, les boîtes postaux des hameaux de Daejeon (대전리 ; 大田里) (à ne pas confondre avec la ville de Daejeon dans la région du Hoseo), de Jangtan (장탄리 ; 長灘里); et de Choseong (초성리 ; 哨城里) du village de Cheongsan (청산면 ; 靑山面), des hameaux de Goneung (고능리 ; 高陵里), de Ganpa (간파리 ; 干坡里) et d'Yangwon (양원리 ; 兩遠里) du bourg de Jeongok (전곡읍 ; 全谷邑), de Gomun (고문리 ; 古文里) et de Hyeonga (현가리 ; 玄加里) du bourg d'Yeoncheon (연천읍 ; 漣川邑), de Seongok (선곡리 ; 仙谷里), d'Okgye (옥계리 ; 玉溪里), de Wangnim (왕림리 ; 旺林里), de Jinsang (진상리 ; 進祥里), et de Hwangji (황지리 ; 黃地里) du village de Gunnam (군남면 ; 郡南面), de Jeokeo (적거리 ; 赤巨里) et de Hapsu (합수리 ; 合水里) du village du centre (중면 ; 中面), de Dongi (동이리 ; 東梨里) du village de Misan (미산면 ; 嵋山面), de Nogok (노곡리 ; 蘆谷里), de Duil (두일리 ; 斗日里), de Duhyeon (두현리 ; 頭峴里) et de Baegnyeong (백령리 ; 百嶺里) du village de Baekhak (백학면 ; 百鶴面) du district d'Yeoncheon, la boîte postale du hameau d'Yami (야미리 ; 夜味里) du village de Yeongbuk (영북면 ; 永北面) de la ville de Pocheon, ainsi que les boîtes postaux des quartiers de Habongam (하봉암동 ; 下鳳巖洞) et de Sangpae (상패동 ; 上牌洞) de la ville de Dongducheon.
- 483-CCC : Dongducheon (동두천시 ; 東豆川市)
- 486-CCC : district de Yeoncheon (연천군 ; 漣川郡)
- 487-CCC : Pocheon (포천시 ; 抱川市), les boîtes postaux des hameaux de Gwanu (관우리 ; 觀雨里), de Sangno (상노리 ; 上路里), d'Odeok (오덕리 ; 五德里), d'Oji (오지리 ; 梧地里), d'Ipyeong (이평리 ; 泥坪里), de Jangheung (장흥리 ; 長興里) appartenant au bourg de Dongsong (동송읍 ; 東松邑), de Gangpo (강포리 ; 江浦里), de Naedae (내대리 ; 內垈里), de Dongmak (동막리 ; 東幕里), de Munhye (문혜리 ; 文惠里), de Sangsa (상사리 ; 上絲里) et de Jipo (지포리 ; 支浦里) appartenant au bourg de Galmal (갈말읍 ; 葛末邑) du district de Cheorwon, les boîtes postaux des hameaux de Choseong (초성리 ; 哨城里) et de Hwangji (황지리 ; 黃地里) appartenant respectivement aux villages de Cheongsan(청산면 ; 靑山面) et de Gunnam (군남면 ; 郡南面) du district d'Yeoncheon, ainsi que la boîte postale du hameau d'Yongam (용암리 ; 龍岩里) et des quartiers de Nambang (남방동 ; 南方洞), de Bongyang (봉양동 ; 鳳陽洞) et d'Yuljeong (율정동 ; 栗亭洞) de la commune d'Yangju.

## De 5CC-CCC à 7CC-CCC: midi coréen (아랫녁 ou 영호남; 嶺湖南)

### 5CC-CCC: régionhonamite(호남지방; 湖南地方)

#### 50C-CCC: agglomération deGwangju(광주광역시; 光州廣域市)
- 500-CCC : Arrondissement/Canton de Gwangju-Nord ou Buk-gu (북구 ; 北區)
- 501-CCC : Arrondissement/Canton de Gwangju-Est ou Dong-gu (동구 ; 東區)
- 502-CCC : Arrondissement/Canton de Gwangju-Ouest ou Seo-gu (서구 ; 西區)
- 503-CCC : Arrondissement/Canton de Gwangju-Sud ou Nam-gu (남구 ; 南區)
- 506-CCC : Arrondissement/Canton de Gwangsan ou Gwangsan-gu (광산구 ; 光山區)

#### De 51C-CCC à 55C-CCC: province duJeolla du Sud(전라남도; 全羅南道)
- 513-CCC : district de Yeonggwang (영광군 ; 靈光郡)
- 515-CCC : district de Jangseong (장성군 ; 長城郡)
- 516-CCC : district de Gokseong (곡성군 ; 谷城郡)
- 517-CCC : district de Damyang (담양군 ; 潭陽郡)
- 519-CCC : district de Hwasun (화순군 ; 和順郡)
- 520-CCC : Naju (나주시 ; 羅州市)
- 525-CCC : district de Hampyeong (함평군 ; 咸平郡)
- 526-CCC : district de Yeongam (영암군 ; 靈巖郡)
- 527-CCC : district de Gangjin (강진군 ; 康津郡) ainsi que les îles de Neop (넓도) et Chowan (초완도 ; 草莞島) qui dependent administrativement de l'île de Gogeum (고금도 ; 古今島) du district de l'île de Wan (완도군 ; 莞島郡)
- 529-CCC : district de Jangheung (장흥군 ; 長興郡)
- 530-CCC : Mokpo (목포시 ; 木浦市), ainsi que l'île d'Yul (율도 ; 栗島) du hameau de l'île de Majin (마진도리 ; 馬津島里) qui dependent administrativement de l'île de Jangsan (장산도 ; 長山島) et du hameau de Maehwa (매화리 ; 梅花里) qui depend administrativement de l'île d'Aphae (압해도 ; 押海島) du district de Sinan
- 534-CCC : district de Muan (무안군 ; 務安郡)
- 535-CCC : district de Sinan (신안군 ; 新安郡)
- 536-CCC : district de Haenam (해남군 ; 海南郡) ainsi que les îles d'Eoryong (어룡도 ; 魚龍島), du hameau de Nae (내리 ; 內里) et de l'île de Seohwa (서화도) qui dependent administrativement de l'île de Nohwa (노화도 ; 蘆花島), des hameaux de Dangin (당인리 ; 唐仁里), de Hwangjin (황진리 ; 黃津里) et de l'île de To (토도 ; 兎島) qui dependent administrativement du village de Gunoe (군외면 ; 郡外面), qui appartient au district de l'île de Wan.
- 537-CCC : district de l'île de Wan (완도군 ; 莞島郡)
- 539-CCC : district de l'île de Jin (진도군 ; 珍島郡)
- 540-CCC : Suncheon (순천시 ; 順天市)
- 542-CCC : district de Gurye (구례군 ; 求禮郡)
- 545-CCC : Gwangyang (광양시 ; 光陽市)
- 546-CCC : district de Boseong (보성군 ; 寶城郡)
- 548-CCC : district de Goheung (고흥군 ; 高興郡) ainsi que tous les hameaux et l'île de Huhwoo (허우도 ; 許牛島) dependent administrativement de  l'île de Geumdang (금당도 ; 金塘島) et l'île de Chung (충도;忠島) qui depend administrativement de  l'île de Geumil (금일도 ; 金日島) toutes ces îles appartenant au district de l'île de Wan.
- 550-CCC : Tous les quartiers de l'ancienne ville portuaire d'Yeosu (여수시 ; 麗水市)
- 555-CCC : Tous les quartiers de l'ancienne ville portuaire d'Yeocheon (여천시 ; 麗川市) qui a fusionné avec l'ancienne ville portuaire d'Yeosu pour donner la nouvelle ville d'Yeosu.
- 556-CCC : Tous les hameaux appartenant aux villages de Sora (소라면 ; 召羅面), de Hwayang (화양면 ; 華陽面), de Hwajeong (화정면 ; 華井面), du Sud (남면 ; 南面), de Samsan (삼산면 ; 三山面), d'Yulchon (율촌면 ; 栗村面) et du bourg de Dolsan (돌산읍 ; 突山邑) ainsi que l'île de Samgan (삼간도 ; 三干島) de la nouvelle ville d'Yeosu.

#### De 56C-CCC à 59C-CCC: La province duJeolla du Nord(전라북도; 全羅北道)
- 560-CCC : Arrondissement/Canton de Wansan ou Wansan-gu (완산구 ; 完山區) de la ville de Jeonju (전주시 ; 全州市)
- 561-CCC : Arrondissement/Canton de Deokjin ou Deokjin-gu (덕진구 ; 德津區) de la ville de Jeonju
- 565-CCC : district de Wanju (완주군 ; 完州郡)
- 566-CCC : district de Imsil (임실군 ; 任實郡)
- 567-CCC : district de Jinan (진안군 ; 鎭安郡)
- 568-CCC : district de Muju (무주군 ; 茂朱郡)
- 570-CCC : Iksan (익산시 ; 益山市)
- 573-CCC : Gunsan (군산시 ; 群山市)
- 576-CCC : Gimje (김제시 ; 金堤市)
- 579-CCC : district de Buan (부안군 ; 扶安郡) et l'île de Juk (죽도;竹島) du hameau de Bongam (봉암리 ;鳳岩里) appartenant au district de Gochang
- 580-CCC : Jeongeup (정읍시 ; 井邑市)
- 585-CCC : district de Gochang (고창군 ; 高敞郡)
- 590-CCC : Namwon (남원시 ; 南原市)
- 595-CCC : district de Sunchang (순창군 ; 淳昌郡)
- 597-CCC : district de Jangsu (장수군 ; 長水郡)

### De 6CC-CCC à 7CC-CCC: régionyeongnamite(영남지방; 嶺南地方) et l'île deJeju(제주도; 濟州島)

#### De 60C-CCC à 61C-CCC: agglomération deBusan(부산광역시; 釜山廣域市)
- 600-CCC : Arrondissement/Canton de Pusan-Centre ou Jung-gu (중구 ;中區)
- 601-CCC : Arrondissement/Canton de Pusan-Est ou Dong-gu (동구 ; 東區)
- 602-CCC : Arrondissement/Canton de Pusan-Ouest ou Seo-gu (서구 ; 西區)
- 604-CCC : Arrondissement/Canton de Saha ou Saha-gu (사하구 ; 沙下區)
- 606-CCC : Arrondissement/Canton d'Yeongdo ou Yeongdo-gu (영도구 ; 影島區)
- 607-CCC : Arrondissement/Canton de Dongnae ou Dongnae-gu (동래구 ; 東萊區)
- 608-CCC : Arrondissement/Canton de Pusan-Sud ou Nam-gu (남구 ; 南區)
- 609-CCC : Arrondissement/Canton de Geumjeong ou Geumjeong-gu (금정구 ; 金井區)
- 611-CCC : Arrondissement/Canton de Yeonje ou Yeonje-gu (연제구 ; 蓮堤區)
- 612-CCC : Arrondissement/Canton de Haeundae ou Haeundae-gu (해운대구 ; 海雲臺區)
- 613-CCC : Arrondissement/Canton de Suyeong ou Suyeong-gu (수영구 ; 水營區)
- 614-CCC : Arrondissement/Canton de Fort-de-Pusan ou Pusanjin-gu (부산진구 ; 釜山鎭區)
- 616-CCC : Arrondissement/Canton de Busan-Nord ou Buk-gu (북구 ; 北區)
- 617-CCC : Arrondissement/Canton de Sasang ou Sasang-gu (사상구 ; 沙上區)
- 618-CCC : Arrondissement/Canton de Gangseo ou Gangseo-gu (강서구 ; 江西區)
- 619-CCC : district de Gijang ou Gijang-gun (기장군 ; 機張郡)

#### De 62C-CCC à 67C-CCC: province duGyeongsang du Sud(경상남도; 慶尙南道)
- 621-CCC : Gimhae (김해시 ; 金海市)
- 626-CCC : Yangsan (양산시 ; 梁山市)
- 627-CCC : Miryang (밀양시 ; 密陽市)
- 630-CCC : Tous les hameaux appartenant au bourg de Naeseo (내서읍 ; 內西邑) ainsi que tous les quartiers septentrionaux de la ville de Masan.
- 631-CCC : Tous les hameaux appartenant aux villages de Jindong (진동면 ; 鎭東面), de Jinbuk (진북면 ; 鎭北面), de Jinjeon (진전면 ; 鎭田面) et de Gusan (구산면 ; 龜山面) ainsi que tous les quartiers méridionaux de la ville de Masan.
- 635-CCC : district de Changnyeong ou Changnyeong-gun (창녕군 ; 昌寧郡)
- 636-CCC : district de Uiryeong ou Uiryeong-gun (의령군 ; 宜寧郡)
- 637-CCC : district de Haman ou Haman-gun (함안군 ; 咸安郡)
- 638-CCC : district de Goseong ou Goseong-gun (고성군 ; 固城郡)
- 641-CCC : Changwon (창원시 ; 昌原市)
- 645-CCC : Jinhae (진해시 ; 鎭海市)
- 650-CCC : Tongyeong (통영시 ; 統營市)
- 656-CCC : Geoje (거제시 ; 巨濟市)
- 660-CCC : Jinju (진주시 ; 晋州市)
- 664-CCC : Sacheon (사천시 ; 泗川市)
- 666-CCC : district de Sancheong ou Sancheong-gun (산청군 ; 山淸郡)
- 667-CCC : district de Hadong ou Hadong-gun (하동군 ; 河東郡)
- 668-CCC : district de Namhae ou Namhae-gun (남해군 ; 南海郡)
- 670-CCC : district de Geochang ou Geochang-gun (거창군 ; 居昌郡)
- 676-CCC : district de Hamyang ou Hamyang-gun (함양군 ; 咸陽郡)
- 678-CCC : district de Hapcheon ou Hapcheon-gun (합천군 ; 陜川郡)

#### 68C-CCC: agglomération d'Ulsan(울산광역시; 蔚山廣域市)
- 680-CCC : Arrondissement/Canton d'Ulsan-Sud ou Nam-gu (남구 ; 南區)
- 681-CCC : Arrondissement/Canton d'Ulsan-Centre ou Jung-gu (중구 ;中區)
- 682-CCC : Arrondissement/Canton d'Ulsan-Est ou Dong-gu (동구 ; 東區)
- 683-CCC : Arrondissement/Canton d'Ulsan-Nord ou Buk-gu (북구 ; 北區)
- 689-CCC : district de Ulju ou Ulju-gun (울주군 ; 蔚州郡)

#### 69C-CCC: province spéciale auto-gouvernée deJeju(제주특별자치도; 濟州特別自治道)
- 690-CCC : Tous les quartiers de Jeju proprement dite (제주시 ; 濟州市)
- De 695-79C à 695-94C : Tous les hameaux appartenant aux bourgs d'Aewol (애월읍 ; 涯月邑), de Hallim (한림읍 ; 翰林邑), ainsi que ceux appartenant au village de Hangyeong (한경면 ; 翰京面) formant autrefois la partie occidentale (서부 ; 西部) du district septentrional de l'île de Jeju ou Bukjeju-gun (북제주군 ; 北濟州郡).
- 695-95C : Tous les hameaux appartenant a l'archipel des îles Chuja (추자도 ; 楸子島) constituant le village de Chuja (추자면 ; 楸子面) appartenant autrefois au district septentrional de l'île de Jeju ou Bukjeju-gun (북제주군 ; 北濟州郡).
- De 695-96C à 695-98C : Tous les villages appartenant aux bourgs de Jocheon (조천읍 ; 朝天邑) et de Gujwa (구좌읍 ; 舊左邑), ainsi que ceux appartenant au village de l'île d'U (우도면 ; 牛島面) formant autrefois la partie orientale (동부 ; 東部) du district septentrional de l'île de Jeju ou Bukjeju-gun (북제주군 ; 北濟州郡) à l'exception du hameau de Sanyang (산양리 ; 山陽里) situé dans le village de Hangyeong dont le code postal est 695-981.
- 697-CCC : Tous les quartiers de Seogwipo proprement dite (서귀포시 ; 西歸浦市)
- De 699-92C à 699-93C et 699-7CC : Toutes les hameaux appartenant au bourg de Daejeong (대정읍 ; 大靜邑), ainsi que ceux appartenant au village d'Andeok (안덕면 ; 安德面) formant autrefois la partie occidentale (서부 ; 西部) du district méridional de l'île de Jeju ou Namjeju-gun (남제주군 ; 南濟州郡).
- De 699-90C à 699-91C et 695-94C : Tous les hameaux appartenant aux bourgs de Seongsan (성산읍 ; 城山邑) et de Namwon (남원읍 ; 南元邑) ainsi que ceux appartenant au village de Pyoseon(표선면 ; 表善面) formant autrefois la partie orientale (동부 ; 東部) du district méridional de l'île de Jeju ou Namjeju-gun (남제주군 ; 南濟州郡).

#### De 70C-CCC à 711-CCC: agglomération deDaegu(대구광역시; 大邱廣域市)
- 700-CCC : Arrondissement/Canton de  Daegu-Centre ou Jung-gu (중구 ;中區)
- 701-CCC : Arrondissement/Canton de Daegu-Est ou Dong-gu (동구 ; 東區)
- 702-CCC : Arrondissement/Canton de Daegu-Nord ou Buk-gu (북구 ; 北區)
- 703-CCC : Arrondissement/Canton de Daegu-Ouest ou Seo-gu (서구 ; 西區)
- 704-CCC : Arrondissement/Canton de Dalseo ou Dalseo-gu (달서구 ; 達西區)
- 705-CCC : Arrondissement/Canton de Daegu-Sud ou Nam-gu (남구 ; 南區)
- 706-CCC : Arrondissement/Canton de Suseong ou Suseong-gu (수성구 ; 壽城區)
- 711-CCC : district de Dalseong ou Dalseong-gun (달성군 ; 達城郡)

#### De 712-CCC à 79C-CCC: province duGyeongsang du Nord(경상북도; 慶尙北道)
- 712-CCC : Gyeongsan (경산시 ; 慶山市)
- 714-CCC : district de Cheongdo ou Cheongdo-gun (청도군 ; 淸道郡)
- 716-CCC : district de Gunwi ou Gunwi-gun (군위군 ; 軍威郡)
- 717-CCC : district de Goryeong ou Goryeong-gun (고령군 ; 高靈郡)
- 718-CCC : district de Chilgok ou Chilgok-gun (칠곡군 ; 漆谷郡)
- 719-CCC : district de Seongju ou Seongju-gun (성주군 ; 星州郡)
- 730-CCC : Gumi (구미시 ; 龜尾市)
- 740-CCC : Gimcheon (김천시 ; 金泉市)
- 742-CCC : Sangju (상주시 ; 尙州市)
- 745-CCC : Mungyeong (문경시 ; 聞慶市)
- 750-CCC : Yeongju (영주시 ; 榮州市)
- 755-CCC : district de Bonghwa ou Bonghwa-gun (봉화군 ; 奉化郡)
- 757-CCC : district de Yecheon ou Yecheon-gun (예천군 ; 醴泉郡)
- 760-CCC : Andong (안동시 ; 安東市)
- 763-CCC : district de Cheongsong ou Cheongsong-gun (청송군 ; 靑松郡)
- 764-CCC : district de Yeongyang ou Yeongyang-gun (영양군 ; 英陽郡)
- 766-CCC : district de Yeongdeok ou Yeongdeok-gun (영덕군 ; 盈德郡)
- 767-CCC : district de Uljin ou Uljin-gun (울진군 ; 蔚珍郡)
- 769-CCC : district de Uiseong ou Uiseong-gun (의성군 ; 義城郡)
- 770-CCC : Yeongcheon (영천시 ; 永川市)
- 780-CCC : Gyeongju (경주시 ; 慶州市)
- 790-CCC : Arrondissement/Canton de Pohang-Sud ou Nam-gu (남구 ; 南區)
- 791-CCC : Arrondissement/Canton de Pohang-Nord ou Buk-gu (북구 ; 北區)
- 799-CCC : district de Ulleung ou Ulleung-gun (울릉군 ; 鬱陵郡)